# شيرين بلاغ (سيلتان)
شیرین بلاغ (بالفارسية: شیرین بلاغ) هي قرية تقع في إيران في قسم سيلتان الريفي. يقدر عدد سكانها بـ 155 نسمة بحسب إحصاء 2016.